# 如東県
如東県（じょとう-けん）は中華人民共和国江蘇省に位置する省轄県であり、しばらくの間、南通市の代理管轄下に置かれている。

## 行政区画
- 街道:掘港街道、城中街道
- 鎮:栟茶鎮、洋口鎮、苴鎮、長沙鎮、大豫鎮、馬塘鎮、豊利鎮、曹埠鎮、岔河鎮、双甸鎮、新店鎮、河口鎮、袁荘鎮